# Великая Отечественная (сериал)
«Великая Отечественная» (англ. The Unknown War — «Неизвестная война») — документальный телевизионный сериал советско-американского производства, вышедший на экраны в 1978 году.
Фильм рассказывает об участии СССР во Второй мировой войне и рассчитан на западного зрителя, для которого события на Восточном фронте были настоящей «неизвестной войной».
Фильм был создан по инициативе американского кинопродюсера Фреда Виннера и имел на Западе оглушительный успех. В создании эпопеи принимали участие американская компания Air Time International и Совинфильм.
Режиссёр фильма — советский кинодокументалист Роман Кармен, который сам прошёл войну и поэтому сделанный им отбор кинохроники был основан на личном восприятии и во многом на личном материале, поскольку Кармен возглавлял фронтовые киногруппы Центральной студии документальных фильмов.
Было выпущено два варианта — для англоязычного и русскоязычного зрителя. Ведущим и рассказчиком выступил американский актёр Берт Ланкастер, русскую версию озвучивал Василий Лановой.
После 1991 года в России получил распространение также и вариант для англоязычного зрителя (обычно под названием «Неизвестная война»). Он отличается, в частности, нумерацией серий.
В России эта версия фильма транслировалась на телеканалах «Звезда», НТВ и ТВЦ с одноголосым закадровым переводом телекомпании НТВ. Текст читал Андрей Ярославцев.
В 2011 году фильм был выпущен на 5 дисках в США.
Киноэпопея «Великая Отечественная» в 2012 году вошла в выбор 100 главных фильмов православного журнала «Фома».
«Ничего подобного этой киноэпопее с тех пор так и не было создано… Просматривая эти фильмы, ещё раз убеждаешься, что сильнее, правдивее документальных съёмок ничего не придумано», — считает редактор сайта Никита Максимов.

## Переговоры о производстве фильма
Кинокомпания Air Time International имела успешный опыт подготовки документальных фильмов для коммерческого телевидения США, в частности, подготовленных совместно с британцами картин о Второй мировой войне «Победа на море», «Мир в войне» и «Великие битвы». Отразив участие Соединённых Штатов Америки, Великобритании, Франции, Германии, Италии и Японии в победе над гитлеровской Германией, американцы задумали создать фильм об основной силе, обеспечившей победу — Советском Союзе. С этой целью в сентябре 1976 года «Совинфильм» посетил президент американской компании Five Stars International Боб Эстес, а 15 октября в Москву поступила телеграмма о прибытии руководства компании Air Time International для переговоров в Москву 24 октября.

27 октября советской стороне предложили несколько вариантов совместной работы над сериалом из 20 фильмов о Великой Отечественной войне, отметив при этом в официальном письме:
Драматические события, связанные с участием Советского Союза в войне, не были представлены американскому телезрителю. Между тем, самые колоссальные столкновения военных сил, самые устрашающие человеческие потери, которые видел современный мир, произошли на русской земле в 1941—1945 гг. в войне, едва известной американцам.
Война Советского Союза с гитлеровской Германией унесла миллионы жизней. Никогда ранее и никогда после не сталкивались такие массы людей и военной техники. На Востоке произошли решающие битвы современной истории — битвы, которые сломили хребет «тысячелетнему рейху Гитлера».
Здесь, под Москвой, осенью 1941 года, Гитлеру стал известен вкус поражения; здесь ленинградцы перенесли 900-дневную блокаду; здесь, под Сталинградом, фашизм потерпел крах; здесь, в битве за Курск — Орёл, совершенно неизвестной американцам, участвовало 7000 танков…
Героизм русских был невероятным. Русские гарнизоны, окружённые нацистами, сражались в течение месяцев, отражая натиск превосходящего противника: что стоят только оборона Бреста и Севастополя.
Русские лётчики таранили нацистских асов, изгоняя их из своего неба. Русские партизаны превратили жизнь вермахта в постоянный ад.
Героизм Дюнкерка в Англии бледнеет перед историей Таллина, из которого, несмотря на вызов, брошенный нацистскими подводными лодками и самолётами, были выведены почти все советские корабли и торговые суда.
Позднее началось наступление Красной Армии — колоссальные броски вперёд, освобождение великих городов России и Украины, выход в Восточную Европу и на Балканы и, наконец, кульминационная битва за Берлин.
В финале — эпилог — русский блиц против японцев в Маньчжурии и Северном Китае, в котором советское вооружение и самолёты опрокинули японцев на китайской территории и на Дальнем Востоке. Никогда ранее человек не видел военных действий подобного размаха. Они изменили лицо Европы и определили судьбу мира.
Американцы предложили поэпизодный план сериала, который планировалось показать по 50 основным телеканалам США, охватив около 150 млн зрителей.
Предложенный американцами план включал такие темы:
- «22 июня 1941 года».
- «Блокада Ленинграда».
- «Битва за Москву».
- «Сталинградская битва».
- «Русский Дюнкерк» (эвакуация советских частей из Таллина в августе и сентябре 1941 года).
- «Таран». Героизм советских лётчиков в первые месяцы войны.
- «Величайшее в мире танковое сражение». Курская битва.
- «Партизаны».
- «Боевые действия в районе Мурманска».
- «На Востоке». Героизм тружеников тыла.
- «Освобождение Киева». Бабий Яр.
- «Битва за Кавказ».
- «Битва за Севастополь».
- «Прорыв блокады Ленинграда».
- «Маршруты жизни».
- «Битва в катакомбах». Партизанская война в Одессе.
- «Сражение за Будапешт».
- «Сражение за Варшаву».
- «Битва за Берлин».
- «Последний акт». Русские бронетанковые и военно-воздушные силы, совершив прыжок в 5000 миль, атаковали Японию и Маньчжурию в Северном Китае и одержали победу за 8 дней.

С этим планом советская сторона не согласилась, предложив взять создание сценариев на себя, согласно предложенному американцами формату. Она также взяла на себя практически всю техническую и творческую работу, тогда как американцы предоставили небольшое количество своих архивных материалов, консультации режиссёра Исаака Кляйнермана, участие в написании и аранжировке музыки композитора Рода Маккьюена, запись дикторского текста в исполнении звезды — Берта Ланкастера, и предоставление плёнки для печати копий фильма.

## Подготовка договора
Конкретика договорных обязательств согласовывалась с начала 1977 года. В двадцатых числах марта Air Time Inc. согласилась с предложениями советской стороны, настояв на обязательном сотрудничестве советской киногруппы с американским консультантом и согласовании поэпизодных планов и сценариев фильмов, написанных советскими авторами, до их запуска в производство. Окончательную версию каждого фильма для показа по американскому телевидению должны были утверждать совместно Air Time Inc. и «Совинфильм». Режиссёр картины Роман Кармен отмечал, что предложенные американцами сроки подготовки фильма экранным временем в 17 часов были чрезвычайно сжатыми и беспрецедентными.
Однако советское руководство и съёмочная группа, в которой было немало непосредственных участников войны, считало очень важной задачу «показать миллионам американских телезрителей подвиг нашего народа в годы Второй мировой войны, отразить события и явления, о которых американцы понятия не имеют, особенно это относится к современному поколению американцев».
До подписания договора творческая группа работала буквально день и ночь, создавая сценарные планы фильмов, однако успела в срок.
Американцы настаивали на названии «Неизвестная война»: вице-президент компании Фред Виннер постоянно твердил, что Великая Отечественная война советского народа против гитлеровского фашизма действительно неизвестна большинству американцев и что продюсеры намерены восполнить «неоправданный пробел в сознании американцев, подчеркнуть несостоятельность тех, кто мешает нормальному общению наших народов, нормальному постижению американцами правды о советском народе, ненавидящем войну, войну, оставившую след в каждой советской семье». После долгих дискуссий советская сторона согласилась с этими доводами, чему немало способствовало присутствие в переговорном и сценарном процессе Андрея Михайловича Александрова — помощника генерального секретаря ЦК КПСС Л. И. Брежнева по международным делам и видного советского дипломата.
18 апреля 1977 года был подписан договор на создание киноэпопеи «Великая Отечественная» («Неизвестная война») между компаниями Air Time Inc., Bregin Film Corporation LG, «Совинфильмом» и Центральной студией документальных фильмов СССР.

## Создание фильма

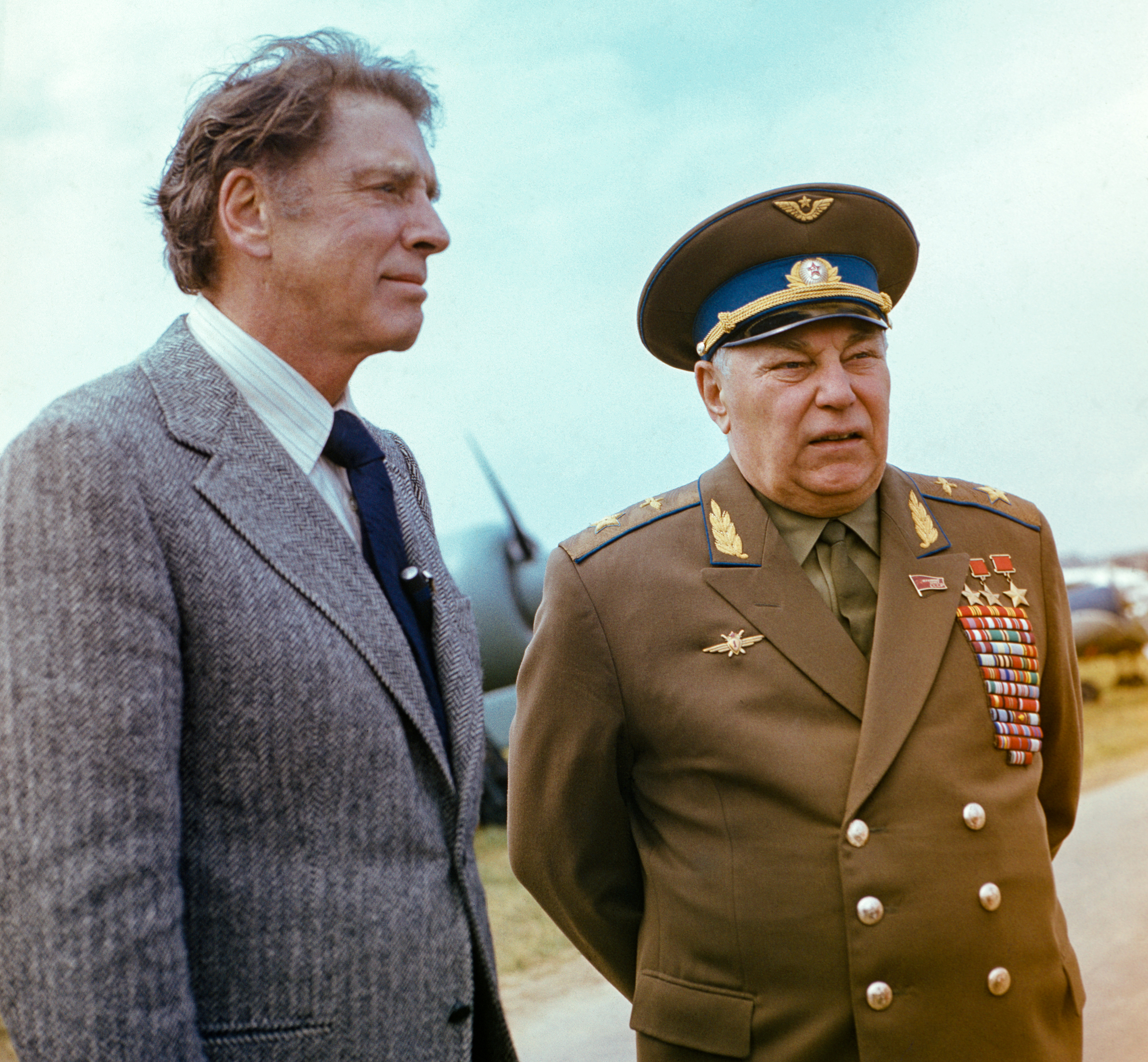
Маршал авиации А. И. Покрышкин и американский актёр Берт Ланкастер во время съёмки фильма,
Москва, 1978 год,
автор фото: Лев Медведев

Перед съёмочной группой стояла сложная задача — творчески переработать огромный хроникальный материал и уже снятые разными режиссёрами фильмы о войне, создать современные тексты, причем ещё и основной материал выполнить в цвете, что требовало досъёмок с участниками войны, так как в хронике войны в цвете была выполнена лишь съёмка парада Победы в 1945 году. Кармен поддержал американцев в этой идее, чтобы сделать интервью с легендарными героями — Маресьевым, Кожедубом, Покрышкиным, героями Сталинграда генералами Чуйковым, Родимцевым, Батовым, Шумиловым, с водрузившим знамя Победы над рейхстагом Мелитоном Кантария. Он также решил, что цветные съёмки восстановленных Сталинграда, Киева, Севастополя, Новороссийска создадут сильный контраст по отношению к военной кинохронике, зафиксировавшей опустошение этих советских городов.
За первые 6 месяцев работы над эпопеей Роман Кармен и его ассистенты пересмотрели 30 млн метров кинохроники, отобрав из неё материал, от которого стороны смогут отталкиваться в дальнейшей работе.
Берт Ланкастер в сопровождении дочери Шилы прибыл в Москву в августе, чтобы провести съёмки в Москве, Мурманске, Ленинграде, Бресте, Минске, Хатыни, Киеве, Бабьем Яре, Волгограде, Новороссийске и на Малой земле.
28 октября 1977 было записано интервью Брежнева, 16 ноября — Косыгина и 28 ноября — Устинова.
В декабре рабочие материалы фильмов просмотрел американский режиссёр-консультант И. Кляйнерман, высказавший существенные замечания по всем фильмам.
Большие споры вызвали дикторские тексты, которые американцы почти полностью отвергли. В феврале 1978 года в США прилетели Роман Кармен, Генрих Боровик, Тенгиз Семёнов, Александр Суриков, которым американцы пытались объяснить, что советским авторам трудно представить себе, насколько ничтожны знания зрителей США о Великой Отечественной войне. Если для советских людей Сталинград преисполнен великой силы духа, то для американцев это слово не значит ничего. А значит, надо объяснить и где находится Сталинград, и каково его стратегическое значение. Если для советского зрителя бессмысленно строить драматургию на том, победит ли Красная армия фашистов под Сталинградом, то американцев будет держать в напряжении вопрос, победят или не победят русские под Сталинградом.
Тем не менее после визита сценаристов в США удалось записать дикторский текст к «Блокаде Ленинграда», что задало формат для монтажа, записи шумов и музыки, определению заставок к другим фильмам в точном соответствии с требованиями американского телевидения.
В частности, такими:
- уменьшить количество общих фраз, риторических восклицаний, сделав акцент на фактической и эмоциональной информации;
- отказаться от многих эпитетов, так как зрительный ряд говорит сам за себя, а к риторике американский зритель и пресса относятся настороженно, подозревая в ней возможность коммунистической пропаганды. Неопровержимые, но не известные американцам факты действуют глубже и сильнее;
- поскольку дикторский текст произносит Берт Ланкастер, он от своего имени не произнесёт многие фразы, необходимые советской стороне. Эту информацию нужно преподнести как цитаты: советских политических деятелей и военачальников, а также иностранцев — политиков, писателей, военачальников, журналистов;
- драматизировать любые эпизоды, чтобы поддерживать зрительский интерес и закрепить информацию в памяти людей.

В конце марта в Москве прошёл второй раунд переговоров по дикторским текстам, на котором советская сторона категорически отказалась принимать за основу дикторского текста точку зрения, почерпнутую «из мемуарной литературы генералов вермахта, из распространяемых на Западе мнимых данных всевозможных разведок, включая абвер, гиммлеровские службы и опусы геббельсовской пропаганды, из разноликой историографии буржуазных фальсификаторов истории». После горячих дискуссий было решено писать тексты совместно, на что потребовался ещё месяц. Последним был согласован дикторский текст фильма «Освобождение Польши», в котором был дан бой зарубежной историографии по особо острым вопросам: Польский поход, Варшавское восстание и Катынь (советская версия о расстреле поляков немцами).
28 апреля 1978 года скоропостижно скончался Роман Кармен.
В мае советская группа вылетела в Лос-Анджелес для записи и согласования части дикторских текстов. На это ушло десять дней, поскольку Берт Ланкастер восстанавливался после операции и спешил. Ежедневно записывали 2—3 фильма.
В конце августа отпечатанные мастер-копии 20 фильмов киноэпопеи были отправлены в адрес компании Air Time International. Премьеры были намечены на 8 и 9 сентября в Вашингтоне и Нью-Йорке, для чего были выбраны «Блокада Ленинграда» и последний фильм Романа Кармена «Неизвестный солдат».
В СССР премьера прошла 23 февраля 1979 года в московском кинотеатре «Россия»: для неё вместе с «Неизвестным солдатом» было выбрано «Величайшее танковое сражение». С 1 марта киноэпопея вышла на киноэкраны всей страны, блоками по два фильма, обновлявшимися еженедельно.
По окончании кинопоказа в субботу 5 мая 1979 года в 20.10 по первой программе телевидения был показан первый фильм эпопеи, «22 июня 1941», с повтором в воскресенье утром. 9 мая прошла «Битва за Москву», а с 15 мая пошли регулярные показы — два фильма в неделю, во вторник и пятницу вечером, с повторами в среду и субботу утром. Показ закончился 13/14 июля.
При показе «Великой Отечественной» по первой программе советского телевидения в 1982 году каждая серия начиналась с заставки с текстом цитаты из интервью Л. И. Брежнева и её голосовым чтением диктором: «Для советского народа это была Великая Отечественная война. Наш народ не забудет её никогда. (Леонид Ильич Брежнев)». Само же интервью Л. И. Брежнева, возле которого была также снята его внучка, было показано в последней серии, где он произнёс цитируемые в заставке слова, с характерным для его речи «гхэканьем» в слове «никогда». Интонационные ударения в произносимых Л. И. Брежневым словах из приводимой в заставке цитаты также отличались от дикторских. При показе «Великой Отечественной» по третьей (образовательной) программе советского телевидения в 1983 году, уже при Ю. В. Андропове, заставка с цитированием слов Л. И. Брежнева, как и само интервью в последней серии киноэпопеи, были вырезаны.
В США киноэпопея прошла с большим успехом и собрала 145 млн зрителей.

## Восприятие
После премьерного показа по центральному телевидению СССР в адрес создателей пришло множество писем от зрителей, выражавших благодарность. Для многих несколько секунд хроники стали последней возможностью увидеть близких, которые так и не вернулись с войны. По просьбам зрителей один из создателей фильма на Центральной студии документальных фильмов — фронтовой кинооператор Алексей Алексеевич Лебедев — переснял кадры со старых кинолент в фотографии.

### Трансляция в Федеративной Республике Германия
После некоторого колебания некоторые программы под руководством вещательной корпорации WDR решили показать сериал. Существующая версия была переработана из-за большого количества «ошибок»; вместо этого эпизоды сопровождались 15-минутными комментариями экспертов («Историческое примечание») после показа. Были показаны не все серии — также из-за критики содержания. В Федеративной Республике Германия было показано только 15 серий.
Консервативные круги и, например, Союз немецких солдат решительно выступили против трансляции.
Газета Die Zeit подвела итоги критики в ретроспективе 1982 года: «Говорили, что WDR действует по заказу иностранных держав, что оплачиваемые субъекты на этом канале стремятся предать Германию, втоптать в грязь честь немецкого солдата, одурачить молодёжь и привести немцев к вечной зависимости».
В интервью историк Wolfram Wette рассказал: «Против трансляции велась невероятная кампания. В возмущённых письмах бывшие офицеры рекомендовали тогдашнему интенданту WDR Хайнцу Вернеру Хюбнеру, который приобрёл сериал, покончить с собой».
В конечном итоге все третьи программы показали документальный сериал, за исключением канала баварского телевидения Bayerischer Rundfunk.

## Список серий
Фильм состоит из 20 частей продолжительностью примерно 50 минут каждая:
- Фильм 1-й. «22 июня 1941»
- Фильм 2-й. «Битва за Москву»
- Фильм 3-й. «Блокада Ленинграда»
- Фильм 4-й. «Партизаны. Война в тылу врага»
- Фильм 5-й. «На восток»
- Фильм 6-й. «Война в Арктике»
- Фильм 7-й. «Оборона Сталинграда»
- Фильм 8-й. «Победа под Сталинградом»
- Фильм 9-й. «Битва за Кавказ»
- Фильм 10-й. «Величайшее танковое сражение»
- Фильм 11-й. «Война в воздухе»
- Фильм 12-й. «Битва на море»
- Фильм 13-й. «Освобождение Украины»
- Фильм 14-й. «Освобождение Белоруссии»
- Фильм 15-й. «От Балкан до Вены»
- Фильм 16-й. «Освобождение Польши»
- Фильм 17-й. «Союзники»
- Фильм 18-й. «Битва за Берлин»
- Фильм 19-й. «Последнее сражение войны»
- Фильм 20-й. «Неизвестный солдат»

## Награды
Создатели фильма были награждены Ленинской премией:
- Гелейн, Игорь Игоревич — режиссёр.
- Григорьев, Игорь Андреевич — режиссёр.
- Данилов, Лев Стефанович — режиссёр.
- Ицков, Игорь Моисеевич — сценарист.
- Александров-Агентов, Андрей Михайлович — сценарист.
- Катанян, Василий Васильевич — режиссёр.
- Киселёв, Семён Григорьевич — режиссёр.
- Кристи, Леонид Михайлович — режиссёр.
- Лановой, Василий Семёнович — актёр.
- Пумпянская, Семирамида Николаевна — режиссёр.
- Рыбакова, Александра Яковлевна — режиссёр.
- Семёнов, Тенгиз Александрович — режиссёр.
- Славин, Константин Львович — сценарист.
- Фирсова, Джемма Сергеевна — актриса, режиссёр.
- Фомина, Зоя Петровна — режиссёр.